# Miałka
Miałka is een plaats in het Poolse district  Stargardzki, woiwodschap West-Pommeren. De plaats maakt deel uit van de gemeente Ińsko en telt 64 inwoners.